# العلاقات الدومينيكية الكرواتية
العلاقات الدومينيكية الكرواتية هي العلاقات الثنائية التي تجمع بين دومينيكا وكرواتيا.

## مقارنة بين البلدين
هذه مقارنة عامة ومرجعية للدولتين:
| وجه المقارنة                                              | دومينيكا              | كرواتيا                                                  |
| --------------------------------------------------------- | --------------------- | -------------------------------------------------------- |
| المساحة (كم2)                                             | 751                   | 56.59 ألف                                                |
| عدد السكان (نسمة)                                         | 73.92 ألف             | 4.11 مليون                                               |
| الكثافة السكانية (ن./كم²)                                 | 9.84 ألف              | 72.63                                                    |
| العاصمة                                                   | روسو                  | زغرب                                                     |
| اللغة الرسمية                                             | لغة إنجليزية          | اللغة الكرواتية                                          |
| العملة                                                    | دولار شرق الكاريبي    | كونا كرواتية                                             |
| الناتج المحلي الإجمالي (بليون دولار)                      | 562.54 مليون          | 54.85 مليار                                              |
| الناتج المحلي الإجمالي (تعادل القوة الشرائية) بليون دولار | 789.63 مليون          | 94.64 مليار                                              |
| الناتج المحلي الإجمالي الاسمي للفرد دولار أمريكي          | 7.12 ألف              | 11.54 ألف                                                |
| الناتج المحلي الإجمالي للفرد دولار أمريكي                 | 10.88 ألف             | 21.64 ألف                                                |
| مؤشر التنمية البشرية                                      | 0.724                 | 0.818                                                    |
| رمز المكالمات الدولي                                      | +1767                 | +385                                                     |
| رمز الإنترنت                                              | .dm                   | .hr                                                      |
| المنطقة الزمنية                                           | 00، توقيت أطلنطي موحد | توقيت وسط أوروبا، ت ع م+01:00، ت ع م+02:00، أوروبا/زغرب ‏ |

## منظمات دولية مشتركة
يشترك البلدان في عضوية مجموعة من المنظمات الدولية، منها:
| علم المنظمة | اسم المنظمة                        | تاريخ انضمام دومينيكا | تاريخ انضمام كرواتيا |
| ----------- | ---------------------------------- | --------------------- | -------------------- |
|             | مؤسسة التنمية الدولية              | 29 سبتمبر 1980        | 25 فبراير 1993       |
|             | يونسكو                             | 9 يناير 1979          | 1 يونيو 1992         |
|             | وكالة ضمان الاستثمار متعدد الأطراف | 7 أكتوبر 1991         | 19 مارس 1993         |
|             | الأمم المتحدة                      | 18 ديسمبر 1978        | 22 مايو 1992         |
|             | الاتحاد البريدي العالمي            | ?                     | ?                    |
|             | البنك الدولي للإنشاء والتعمير      | 29 سبتمبر 1980        | 25 فبراير 1993       |
|             | الاتحاد الدولي للاتصالات           | 28 أكتوبر 1996        | 3 يونيو 1992         |
|             | منظمة حظر الأسلحة الكيميائية       | ?                     | ?                    |
|             | مؤسسة التمويل الدولية              | 29 سبتمبر 1980        | 25 فبراير 1993       |
|             | منظمة التجارة العالمية             | ?                     | ?                    |
|             | منظمة الشرطة الجنائية الدولية      | ?                     | ?                    |

## وصلات خارجية
- موقع وزارة الخارجية الكرواتية